# 迪亚诺波利斯
迪亚诺波利斯是巴西托坎廷斯州的一个市镇。总面积3217.179平方公里，总人口18584人，人口密度5.8人/平方公里。